# Župnija Velika Dolina
Župnija Velika Dolina je rimskokatoliška teritorialna župnija Dekanije Leskovec Škofije Novo mesto.
Do 7. aprila 2006, ko je bila ustanovljena Škofija Novo mesto, je bila župnija del Nadškofije Ljubljana.

## Sakralni objekti
| #  | Slika                     | Cerkev                                        | Kraj          |
| -- | ------------------------- | --------------------------------------------- | ------------- |
| 1. | Klikni za spremembo slike | Cerkev Marijinega vnebovzetja                 | Velika Dolina |
| 2. | Klikni za spremembo slike | Cerkev sv. Jakoba                             | Ponikve       |
| 3. | Klikni za spremembo slike | Cerkev sv. Križa                              | Cirnik        |
| 4. | Klikni za spremembo slike | Cerkev sv. Marije Magdalene                   | Jesenice      |
| 5. | Klikni za spremembo slike | Kapela sv. Ane (grajska kapela Gradu Mokrice) | Rajec         |